# Chengetayi Mapaya
Chengetayi David Mapaya (9 luglio 1999) è un triplista zimbabwese.

## Biografia
Cresciuto ad Harare, nello Zimbabwe, nel 2017 conquista la medaglia d'oro nel salto triplo ai campionati africani under 20 di Tlemcen facendo registrare il nuovo record della manifestazione e classificandosi anche sesto nel salto in lungo. Dopo gli studi superiori, si trasferisce a Fort Worth, in Texas, dove frequenta la Texas Christian University e inizia a gareggiare per la squadra dell'ateneo, gli Horned Frogs, vincendo due campionati di Division I dell'NCAA e cinque titoli della Big 12 Conference.
Nel 2019 si qualifica per partecipare ai campionati mondiali di atletica leggera di Doha, dove però non riesce a raggiungere la finale del salto triplo, così come alla successiva edizione di Budapest 2022.
Nel 2024 conquista la medaglia d'argento nel salto triplo ai campioanti africani di Douala, mentre nel 2025 prende parte ai campionati mondiali indoor di Nanchino, chiudendo la gara di finale con la settima posizione in classifica.

## Progressione

### Salto triplo
| Stagione | Misura             | Luogo     | Data      | Rank. Mond. |
| -------- | ------------------ | --------- | --------- | ----------- |
| 2026     | 17,15 m (+1,0 m/s) | Memphis   | 12-7-2025 |             |
| 2024     | 16,87 m (+0,9 m/s) | Douala    | 25-6-2024 |             |
| 2022     | 17,26 m (+0,5 m/s) | Eugene    | 10-6-2022 |             |
| 2021     | 17,01 m (+1,4 m/s) | Manhattan | 16-5-2021 |             |
| 2020     | 16,48 m(i)         | Lubbock   | 15-2-2020 |             |
| 2019     | 17,13 m (+1,1 m/s) | Austin    | 7-6-2019  |             |
| 2018     | 16,42 m (+0,5 m/s) | Eugene    | 8-6-2018  |             |
| 2017     | 16,30 m (0,0 m/s)  | Tlemcen   | 1-7-2017  |             |

## Palmarès
| Anno | Manifestazione               | Sede     | Evento         | Risultato      | Prestazione        | Note |
| ---- | ---------------------------- | -------- | -------------- | -------------- | ------------------ | ---- |
| 2017 | Campionati africani under 20 | Tlemcen  | Salto in lungo | 6º             | 6,98 m (+1,2 m/s)  |      |
| 2017 | Campionati africani under 20 | Tlemcen  | Salto triplo   | Oro            | 16,30 m (0,0 m/s)  |      |
| 2019 | Campionati mondiali          | Doha     | Salto triplo   | Qualificazione | 16,36 m (-0,4 m/s) |      |
| 2022 | Campionati mondiali          | Eugene   | Salto triplo   | Qualificazione | 15,75 m (+1,3 m/s) |      |
| 2024 | Campionati africani          | Douala   | Salto triplo   | Argento        | 16,87 m (+0,9 m/s) |      |
| 2025 | Campionati mondiali indoor   | Nanchino | Salto triplo   | 7º             | 16,74 m            |      |